# John Everett
John Gardner Everett (* 10. September 1954 in Salem, Massachusetts) ist ein ehemaliger Ruderer aus den Vereinigten Staaten, der 1974 Weltmeister mit dem Achter war. 

## Karriere
1974 gewann der US-Achter den Titel bei den Weltmeisterschaften in Luzern, wobei die ersten fünf Boote nur etwa drei Sekunden auseinander lagen. 1975 belegte Everett mit dem Achter den fünften Platz bei den Weltmeisterschaften 1975. Im gleichen Jahr siegte er mit dem Achter bei den Panamerikanischen Spielen 1975 in San Juan. Im Jahr darauf belegte der Achter aus den Vereinigten Staaten den neunten Platz bei den Olympischen Spielen in Montreal. Mit Richard Cashin, John Everett, Mark Norelius, Alan Shealy und Steuermann David Weinberg waren 1976 noch fünf Weltmeister von 1974 dabei.
1979 trat er im Vierer mit Steuermann bei den Weltmeisterschaften in Bled an. Thomas Darling, Robert Espeseth, John Everett, Steven Christensen und Steuermann Timothy Clifford hatten als Vierte nur zwei Hundertstelsekunden Rückstand auf die drittplatzierten Ruderer aus der BRD. 1980 verpasste Everett seine zweite Olympiateilnahme wegen des Olympiaboykotts. Bei den Weltmeisterschaften 1981 trat der amerikanische Vierer in der Besetzung Andrew Sudduth, Thomas Woodman, John Everett, Fred Borchelt und Steuermann Robert Jaugstetter an. Di Crew gewann die Silbermedaille hinter dem Boot aus der DDR mit 2,8 Sekunden Rückstand. Im Jahr darauf bei den Weltmeisterschaften in Luzern gewannen Andrew Sudduth, Charles Altekruse, John Everett, Fred Borchelt und Robert Jaugstetter die Bronzemedaille hinter den Booten aus der DDR und aus der Tschechoslowakei. Bei seiner letzten Weltmeisterschaftsteilnahme 
1983 in Duisburg belegte Everett mit dem Vierer den siebten Platz.
Der 1,93 m große Everett begann während des Studiums am MIT mit dem Rudersport. Nach seiner Graduierung wechselte er für den Masterstudiengang an die Stanford University und kehrte dann zur Promotion ans MIT zurück. Danach wurde er Professor für Bauingenieurwesen und Umwelttechnik an der University of Michigan. Neben seiner beruflichen Laufbahn blieb John Everett als Ruderer aktiv. Die Crew des Achters, der 1980 wegen des Boykotts nicht an den Olympischen Spielen teilnehmen durfte, nahm in den dreißig Jahren danach regelmäßig an der Head of the Charles Regatta in Boston teil.